# Fabrication
La fabrication est la transformation ou la modification d'une matière première ou d'un produit agricole en s’appuyant sur un procédé technique, parfois très élaboré. Elle permet de réaliser de nouveaux objets, matériaux, aliments, etc.

## Élaboration des pièces brutes
- Forge
- Fonderie
- Soudage
- Mécano-soudage
- Estampage
- Tréfilage
- Extrusion
- Emboutissage
- Frittage
- Embossage
- Repoussage
- UV[Quoi ?], procédé unitaire, pour modèles et prototypes
- Impression 3D dit "fabrication additive".

## Usinage
Procédés relatifs à l'enlèvement de matière :
- Tournage
- Fraisage
- Rectification
- Électro-érosion
- Laser
- Roulage
- Éboutage

## Montage
Le montage est une activité de fabrication, qui suppose ou non l'adjonction de matière (ex : fixation d'un siège de soupape sur une culasse par collage).Canapé (homonymie).